# Морозов, Вячеслав Николаевич
Вячеслав Николаевич Морозов (4 апреля 1929 года, Иваново — 12 октября 2000 года, Минск) — советский детский писатель и сценарист, собкор газеты «Пионерская правда» по Белорусской ССР. Заслуженный работник культуры Белорусской ССР (1978).

## Биография
Родился в 1929 году в Иваново в семье военного, после войны отца перевели служить в Минск, с которым стала связана вся дальнейшая жизнь.
В том 1948 году поступил на факультет журналистики Белорусского государственного университета, закончил его в 1953 году.
Ещё будучи студентом работал литературным сотрудником в редакциях детских газет «Пионер Беларуси» и «Зорька».
С пятого курса и до выхода на пенсию проработал специальным корреспондентом «Пионерской правды» по Белорусской ССР.
Награждён орденом «Знак Почёта» (1975) и «Знаком А. П. Гайдара» ЦК ВЛКСМ (1982), отмечен медалью «За доблестный труд» (1970).
Заслуженный работник культуры Белорусской ССР (1978).
Умер в 2000 году в Минске.

## Творчество
Книги
Автор многих книг для детей, в том числе документальных повестей о юных героях Великой Отечественной войны, несколько книг посвящены подвигу пионера-героя Марата Казея и молодом минском подпольщике Володе Щербачевиче, казнённом фашистами вместе с Машей Брускиной.
- В разведку шел мальчишка. Повесть о пионере-герое Марате Казее. (1961, 1964, 1968, 1973)
- Кто зажег костер (1962)
- Четыре дня без приключений (Минск, издательство «Беларусь», 1964)
- Не взяли ребят в партизаны: Повесть / Ил.: В. Гольдяев. - Москва: Молодая гвардия, 1966. - 109 с.
- Алёшкин фронт (1967)
- Снятся ребятам герои (1968)
- Им было по четырнадцать. О Марате Казее, Володе Щербацевиче. (Издательство "Народная асвета", 1969)
- Леня Анкинович  / Ил.: М. Петров. - Москва: Малыш, 1972. - 15 с.
- Твои друзья — октябрята (1973, 1979)
- Когда протрубили тревогу. Документальные повести (Минск: Мастацкая літаратура»,1973; Юнацтва, Минск, 1982)
- Володин фронт: Документальная повесть о пионере-герое В. Щербацевиче / Худож. В. Гальдяев. - Москва: Молодая гвардия, 1975. - 96 с.
- Ты откуда, грузовик? [Для мл. школьного возраста] /Худож. Ю. С. Архипов. - Минск: Мастацкая літаратура, 1975. - 24 с.
- Снесла курочка яичко (Издательство «Мастацкая літаратура», Минск, 1977)
- Марат Казей (1978)
- Вижу берег: Рассказ об одном плавании (1980)
- Мал, да удал (Книжка-картинка) / Рис. П. Калинина. - Минск: Мастацкая літаратура, 1980. - 16 с.
- Володя Щербацевич / Худож. В. Юдин. - Москва: Малыш, 1981. - 25 с.
- Марат Казей / Худож. В. Юдин. - Москва: Малыш, 1988. - 17 с.
- Вышел на дорогу великан / Худож. Н. Ермолаев. - Москва: Малыш, 1981. - 16 с.
- Ты откуда и куда?: К истории дорог (1998).

Сценарии документально-хроникальных фильмов:
- 1. «Казнён в 41-м» (1967)
- 2. Лесной кордон (1968)
- 3. 79-я весна (1968)
- 4. На край света на своем корабле. (1970)
- 5. Только море вокруг (1970).
- 6. Вижу берег (1970)
- 7. Дорога к дому (1970)
- 8. Назначен директором (1971)
- 9. Клятва на всю жизнь (1972)
- 10. Корабль принял имя (1976)
- 11. Русская речь звучит в Мадрасе (1976)
- 12. Урок индийского танца (1976).
- 13. Приглашение в Мадрас (1978)